# SEIN – gesund, bewusst, lebendig
SEIN – gesund, bewusst, lebendig ist ein deutscher Dokumentarfilm von Bernhard Koch, der sich mit den Themen Gesundheit, Selbstheilung und bewusstes Leben auseinandersetzt. Der Film wurde im August 2020 in Deutschland veröffentlicht und widmet sich der Frage, inwieweit Menschen für ihr eigenes Wohlbefinden und ihre Gesundheit verantwortlich sind.

## Handlung

### Die Protagonisten
Der Film folgt seinen fünf Protagonisten, die sich auf das Projekt der Selbstheilung einlassen und radikale Änderungen in ihrem Lebensstil vornehmen, um Verantwortung für ihren Geist und Körper zu übernehmen. Sie sind an einem Punkt in ihrem Leben angekommen sind, an dem herkömmliche medizinische Behandlungen nicht die gewünschten Ergebnisse brachten. Sie haben sich entschieden, alternative Wege zu beschreiten, um ihre Gesundheit und ihr Wohlbefinden zu verbessern.
Ranja findet durch Yoga eine Verbindung zu sich selbst und entdeckt die heilende Wirkung dieser Praxis. Stephan entdeckt die Kraft der Heil- und Wildkräuter, die ihm helfen, Freude am Essen zu finden und sein Wohlbefinden zu steigern. Mona wird durch eine vegane Ernährung schmerzfrei und erlebt dadurch eine neue Lebensqualität. Dominique findet Lebenskraft durch Sport und Bewegung, was ihr hilft, einen neuen Zugang zum Leben zu finden. Chris lebt Achtsamkeit und Meditation, was ihm ermöglicht, ein bewussteres und erfüllteres Leben zu führen.

### Die Botschaft und ihre Umsetzung im Film
Der Film ermutigt das Publikum, selbst Fragen zu stellen und sich bewusst wahrzunehmen. Er zeigt auf, dass es notwendig ist, auf sich und den eigenen Körper zu hören und eine Entschleunigung sowie eine Abkehr vom Überfluss anzustreben. Die Hauptaussage des Films ist, dass Menschen lernen müssen, wieder einen Zugang zu sich selbst zu finden und auf ihre innere Stimme zu hören.
Regisseur Bernhard Koch begleitet die Männer und Frauen in ihrem Alltag und lässt sie erklären, was ihnen fehlt und welche Gegenmaßnahmen sie ergriffen haben. Der Film ist nicht als Darstellung von Schmerz und Leiden konzipiert, sondern als Aufzeigen von alternativen Wegen zur Gesundheit. Die Methoden, die die Protagonisten wählen, sind so unterschiedlich wie ihre Beschwerden, aber sie bauen alle auf dem Bewusstsein von Körper und Geist als Einheit auf.
Die vielen Naturaufnahmen und die entspannte Stimmung des Films tragen zur beruhigenden Wirkung bei und machen Lust darauf, selbst einige der vorgestellten Methoden auszuprobieren. Der Film beobachtet die Reisen der Protagonisten zum eigenen Sein und dient zugleich als praktische Anleitung für ein heilsames Leben.

## Hintergrund
Der Regisseur Bernhard Koch knüpft mit SEIN thematisch an seinen Meditationsfilm Stopping – wie man die Welt anhält an, welcher 2015 seinen Kinostart hatte. SEIN – gesund, bewusst, lebendig ist ein Dokumentarfilm, der sich mit den Themen Gesundheit, bewusstes Leben und Selbstheilung auseinandersetzt. Der Film beleuchtet die Lebenswege von Menschen, die durch radikale Änderungen ihres Lebensstils versuchen, ihre Gesundheit selbst in die Hand zu nehmen. Dabei werden verschiedene Methoden wie Meditation, vegane Ernährung, Kräuterkunde und Sport vorgestellt. Der Film vermeidet es, belehrend oder übertrieben aufklärerisch zu wirken, und bietet stattdessen einen gelassenen und unaufgeregten Einblick in unterschiedliche Wege der Selbstheilung.

## Produktion
Bernhard Koch schrieb zusammen mit Käte Schaeffer das Drehbuch und übernahm den Schnitt. Die Kameraführung lag in den Händen von Hubert Märkl. Die Musik stammt von The Hans. SEIN – gesund, bewusst, lebendig wurde in Deutschland von der Produktionsfirma Schwarzer Panther Film produziert, hat eine Laufzeit von 100 Minuten und kam am 6. August 2020 in die Kinos.
Die Produktion des Films betont die individuellen Geschichten der Protagonisten, die durch ihre Entscheidungen und Lebensstiländerungen versuchen, ein gesünderes und zufriedeneres Leben zu führen. Der Film zeigt, dass Gesundheit und Glück oft eine Frage der persönlichen Einstellung und der Lebensweise sind.

## Veröffentlichung
SEIN – gesund, bewusst, lebendig wurde am 6. August 2020 veröffentlicht. Der Film wurde in verschiedenen Kinos gezeigt und ist auch auf verschiedenen Streaming-Plattformen verfügbar. Die Veröffentlichung des Films fiel in eine Zeit, in der das öffentliche Bewusstsein für Gesundheit und Wohlbefinden aufgrund der globalen Gesundheitslage während der COVID-19-Pandemie besonders hoch war, was zu einer positiven Aufnahme und Resonanz führte.
Der Film wurde von Kritikern positiv aufgenommen, die insbesondere die unaufdringliche Art und Weise lobten, wie der Film die verschiedenen Heilungsansätze darstellt. Es wird betont, dass der Film kein missionarischer Ratgeber ist, sondern vielmehr einen breiten Überblick über unterschiedliche Wege der Heilung und Selbstheilung bietet.
Insgesamt bietet SEIN – gesund, bewusst, lebendig einen tiefen Einblick in die Möglichkeiten der Selbstheilung und regt die Zuschauer dazu an, über ihre eigene Gesundheit und Lebensweise nachzudenken. Der Film zeigt, dass ein Umdenken in Bezug auf Gesundheit und Krankheit notwendig ist und dass jeder Einzelne durch bewusste Entscheidungen und Verhaltensweisen einen positiven Einfluss auf sein eigenes Leben nehmen kann.

## Rezeption

### Kritiken
Der Film wurde von Kritikern für seine gelassene und unaufgeregte Darstellung der verschiedenen Wege zur Selbstheilung gelobt. Laut einer Rezension auf Filmdienst.de erzählt der Film von Menschen, die krank waren, aber gesund wurden und davon überzeugt sind, aus der Krankheit etwas gelernt zu haben. Der Film wird als breiter Überblick über unterschiedliche Wege der Heilung und Selbstheilung beschrieben, der Interesse an weitergehenden Fragen weckt.
Auf Spielfilm.de wird der Film ebenfalls positiv bewertet. Der Dokumentarfilm übt durch die Berichte von Menschen über ihre positiven Erfahrungen mit Methoden wie Meditation, Yoga und bewusster Ernährung eine wohltuende Wirkung aus. Es wird hervorgehoben, dass der Film glaubhaft und beeindruckend darstellt, wie sich die Selbstheilungskräfte fördern lassen.
Programmkino.de hebt hervor, dass der Film unterschiedliche Wege der Selbstheilung zeigt, ohne dabei belehrend oder übertrieben aufklärerisch zu wirken. Die Rezension betont, dass der Film eine Kultur der Achtsamkeit fördert, die auch gesunden Menschen eine neue Lebensqualität bieten kann.

### Publikumsreaktionen und gesellschaftliche Relevanz
Neben den Kritikermeinungen wurde der Film auch vom Publikum gut aufgenommen. Die Zuschauer schätzten insbesondere die inspirierenden Geschichten der Protagonisten, die durch eine radikale Änderung ihres Lebensstils versuchen, ihre Gesundheit selbst in die Hand zu nehmen. Laut Kino-Zeit.de übernehmen die Protagonisten selbst die Verantwortung für ihren Geist und Körper, was von den Zuschauern als motivierend und bereichernd empfunden wird.
Der Film SEIN – gesund, bewusst, lebendig trifft auf ein breites Echo in einer Gesellschaft, die zunehmend von Wohlstandskrankheiten und einem tiefen Unbehagen in der Wohlstandsgesellschaft geprägt ist. Wie auf Filmdienst.de erwähnt, thematisiert der Film auch, wie man das Leben angesichts des Todes gestalten kann, und bietet Einblicke in die Lebenswege von Menschen, die sich trotz schwerer Krankheiten für ein bewusstes und erfülltes Leben entscheiden.